# David Hanselmann
David Hanselmann (* 6. April 1952 in Stuttgart) ist ein deutsch-amerikanischer Rock- und Popmusiker.

## Leben
Hanselmann ließ sich ursprünglich zum Einzelhandelskaufmann ausbilden. Als 13-Jähriger hatte er erste Auftritte in Clubs der in Deutschland stationierten US-Amerikaner. 1967 gründete er seine erste Band, The Mayors, und ging in den folgenden Jahren als Gastmusiker mit mehreren bekannten Bands und Musikern auf Tournee, z. B. 1970 mit UFO und Country Joe McDonald sowie 1974 mit Hardin & York. 1975 lud ihn der britische Schlagzeuger Jon Hiseman ein, bei der Neuformation der Band Colosseum als Sänger einzusteigen. Es folgten Proben mit Gary Moore, Don Airey und Neil Murray sowie eine Tournee mit Colosseum II und Canned Heat.
In den folgenden Jahren war er Mitglied mehrerer deutscher Bands. 1977 produzierte er mit Message das Album Using the Head und gründete noch im gleichen Jahr in Stuttgart die Maximum Party Band. 1978 entstand mit der österreichischen Rockband Eela Craig das Album Hats of Glass und mit Hanselmann als Gastsänger von Triumvirat das Album A la Carte. Gemeinsam mit Peter Herbolzheimers Rhythm Combination & Brass trat er in der ARD-Sendung Bio’s Bahnhof auf.
Für Werner Böhms Bühnenfigur Gottlieb Wendehals schrieb Hanselmann 1979 den Titel Herbert, der sich zum ersten großen Hit für Böhm entwickelte. 1979 kam es auch zu einer Zusammenarbeit mit der Reutlinger Progressive-Rock-Band Zomby Woof bei den Aufnahmen zu deren zweitem Album No Hero welches allerdings erst 2009 auf Casino Records veröffentlicht wurde. Danach wandte er sich wieder experimentelleren Arrangements zu und veröffentlichte 1980 und 1981 zusammen mit dem Keyboarder Chris Evans die Konzeptalben Stonehenge und Symbols Of The Seven Sacred Sounds. Für ihr Debüt wurden die beiden Musiker 1980 auf dem Montreux Jazz Festival für das beste Konzeptalbum mit dem Grand Prix du Disque ausgezeichnet. Das Album Stonehenge ist 2013 in einer überarbeiteten Neuauflage mit zusätzlichem Material erschienen.
1982 versuchte er mit dem Titel Lady, im Duett mit Mary Roos, am Eurovision Song Contest teilzunehmen, gelangte im Vorentscheid allerdings nur auf Platz sechs. 
Seinen größten Charterfolg verbuchte Hanselmann während der Fußball-Weltmeisterschaft 1990 in Italien, als sein Titel Go Get the Cup – begünstigt durch den Titelgewinn der deutschen Nationalmannschaft – unter die Top 10 der deutschen Singlecharts kam. Ein Jahr später veröffentlichte er das offizielle Vereinslied des VfB Stuttgart Olè VfB. 1994 setzte er seine Fußballzusammenarbeit fort und schrieb das Vereinslied des Hamburger SV HSV Forever, welches bis heute als Einlaufmusik bei Heimspielen dient. Der Titel „The Race is On“ wurde 1993 zur Erkennungsmelodie der Deutschen Tourenwagenmeisterschaft (DTM) erkoren. Von 1993 bis 2004 war Hanselmann als Tourmusiker mit Pur unterwegs.
Hanselmann war jahrelang erfolgreich mit seiner Band 'David Hanselmann and the Dudes' unterwegs, mit der er eine Live-CD veröffentlichte. Er spielte mit den Bee Gees und Lionel Richie sowie 1990 auf Rock am Ring auf Einladung von Veranstalter Marek Lieberberg. Mit 'The Union' war er auf Tour, zusammen haben sie sechs CDs veröffentlicht. Mit seiner eigenen Band 'David Hanselmann Band' gastiert er in vielen Clubs in Deutschland. Mit der Band 'Men Go Crazy' trat er bei Annette Humpes Geburtstag in Berlin zusammen mit den Prinzen und Ich + Ich auf. Das Duo 'Blue Eyed Soul', das er mit Berti Kiolbassa (Keyboards) im Jahre 2009 gründete, hat sich Soul und R&B verschworen und tritt bei Events großer Firmen im In- und Ausland auf. Ein weiteres Projekt ist die Band MCM, die die Musik von Chicago und Blood, Sweat & Tears wieder aufleben lässt. Dort singt er mit Andy Laycock von den Flying Pickets zusammen.
2013 nahm Hanselmann an der dritten Staffel der Gesangs-Castingshow The Voice of Germany teil und kam unter die besten 48 Kandidaten.
Am 1. Juni 2015 fand anlässlich seiner Krebserkrankung ein Benefizkonzert unter dem Titel „For David“ in Ludwigsburg statt. Zu den Gästen gehörten unter anderem Fools Garden und Pur. Aus den Einnahmen sollte seine Behandlung finanziert werden.
Hanselmann tritt weiterhin bei Konzerten auf. So gab er 2018 ein Konzert in Markgröningen sowie 2020 in Crailsheim, 2022 in Winnenden. Im September 2019 veröffentlichte Hanselmann zusammen mit der Spacek-Schölch-Gruppe eine CD mit dem Titel „Thank You“. Er wohnt in Beilstein.

## Diskografie

### Alben
- 1980: Stonehenge (mit Chris Evans)
- 1981: Symbols of the Seven Sacred Sounds (mit Chris Evans)
- 1982: Somebody’s Watching You
- 1984: Jeder will leben
- 1985: Frontline
- 1991: Let the Music Carry On
- 1996: That’s Soul (The Dudes feat. David Hanselmann)
- 1998: Soulful
- 2015: It's me

### Singles
- 1980: Stonehenge (mit Chris Evans)
- 1981: One Small Step for Mankind (mit Chris Evans)
- 1982: Lady (mit Mary Roos)
- 1982: Es ist nie zu spät (mit Mary Roos)
- 1982: Jump and Shout
- 1983: Träumen
- 1984: Wie vom Winde verweht
- 1984: Weil ich die Erde mag
- 1985: Frontline
- 1987: Ghosts
- 1990: Go Get the Cup
- 1990: Holy Water
- 1992: Barcelona (mit Rumba Tres)
- 1993: The Race Is On (mit The Dudes)
- 1994: HSV Forever
- 1998: Move a Little Closer